# 康煕の暦獄
康煕の暦獄とは、清王朝の康煕三年（1667年）、楊光先の訴えをきっかけとして、西洋暦法の編纂に関わったイエズス会の宣教師や漢人が断罪された事件。宣教師は一部を残して北京を追放され、漢人の協力者のうち、数名が斬罪に処された。このあと数年間、西洋暦法は停止、イエズス会士らは欽天監の職を追われていた。キリスト教の教会も閉鎖された。事件の背後には満州人と漢人、あるいは満州人同士の政治的な闘争があり、文化的な闘争が絡んでいた。
イエズス会士が去った後、監正となった楊光先（1597年-1669年)は欽天監を統率できず、天象の報告や注暦、閏月の設置で混乱した。事態を憂慮した康煕帝が1668年ごろから介入し、西洋暦法は復活、イエズス会士を中心とした欽天監の運営に戻った。また、断罪されたまま死去していたアダム・シャールらの名誉は回復された。このあと、康煕帝は西洋の天文学や数学、技術を重視するようになり、イエズス会士は重用された。また、寛容令に見られるように、キリスト教に寛容な姿勢を示した。
ただし、宣教師が監正に任命されることはなく、暦の表紙や暦書の書名から「西洋」の語は削除された。満州人の監正のポストもそのままであった。康煕帝の治世の後半に至ると、典礼論争を通じてキリスト教と中国文化との矛盾は再びクローズアップされ、康煕帝は、暦法のイエズス会士への依存を懸念するようになる。

## 解説
明の末期、イエズス会士の協力を得て西洋天文学の百科全書ともいうべき『崇禎暦書』が編纂された。それに基づく暦法は、伝統的な暦法との激しい論争を経て採用が決定されるが、頒行される前に明は滅亡してしまった。その直後、速やかに北京に入った清は、イエズス会士アダム・シャールの進言に基づいてこの暦法を採用を決め、時憲暦と名付けた。このとき、アダム・シャールは『崇禎暦書』を増補改訂、『西洋新法暦書』と名付けて進呈し、暦を司る欽天監の監正に就任した。
しかし、西洋暦法の採用には、行き場を失ったイスラム系の天文学者や、保守的な漢人の知識人から反対があった。その不満が順治帝の突然の死をきっかけに噴出したのが康煕の暦獄で、その間はイエズス会の宣教師は欽天監を離れ、暦の計算は回回暦科の吳明炫が副監として担った。暦法は明の大統暦によったとも、あるいは回回暦とを混合して用いたともいわれる。これは、政治・文化的な問題が複雑に絡み合った闘争であった。
漢人の中で特に楊光先（1597年-1669年）は、反キリスト教・反西洋文明的な主張で知られていた。その一環といて、新暦の伝統と異なる部分、特に文化的・様式的な側面を問題にした。楊光先は暦算の素人であり、所論には知識不足ゆえの誤解が多かった。しかし、天文学的な事実とは独立の論点も多く、その場合は必ずしも不合理な議論ばかりではなかった。例えば新暦の定気法によって生じる問題の指摘は、おおむね的を射ている。
また楊光先は、キリスト教の教義に懸念を表明し、宣教師らは暦算の知識を隠れ蓑に、不穏な教えを広めているとした。そして、「依西洋新法」と時憲暦に記しているのは、西洋に中国を文化的に従属させる意図があるとした。地球球体説にも疑念を表明した。なお、暦書の表題の「西洋新法」の文言が持つ文化的・政治的な意味については、宣教師の側も決して無自覚なわけではなかった。
楊光先は精力的に著作を発表して名を知られており、奏上を繰り返して激しいアピールに出ていた。手を焼いた新暦支持派は、彼の著作の序文に「明季」という不穏な表記が含まれている、と反撃した。楊光先は出頭して釈明せざるを得なかった。論争は、泥仕合と化していた。
1661年、順治帝が急逝した。後継者の康熙帝が八歳だったため、摂政のオボイらが政治を司ることになった。この期をとらえて、楊光先は反撃に出る。彼は暦法の内容にはふれずに、キリスト教と西洋文明の問題に的をしぼった。特に統治への悪影響を訴えた議論は、体制の動揺を恐れていた支配者層の心を動かした可能性がある。当時、建国に協力した漢人の軍人が大きな権力を維持しており、台湾の鄭氏政権も健在で、満州人による支配は盤石とは言えなかった。
こういった漢人の動きとは別に、イスラム系の天文学者も西洋暦法に不満を示していた。たとえば、順治十年四月（1657年）、前回回科秋官正だった吳明炫が「新法の誤り」を上奏するものの、観測による検証で敗れている。
そして、康煕三年十二月（1664年)、礼部は楊光先の主張の通り、時憲暦に「依西洋新法」とあったのを「奏准」に改めた。アダム・シャールは斬罪を言い渡され、後にゆるされるも、釈放から程なくして死去した。数名の欽天監の漢人の関係者はゆるされず処斬された。教会は閉鎖され、宣教師たちはマカオや広東に追放された。ただし、フェルディナント・フェルビースト(南懐仁）ら四名は北京に留まり、絵画の制作や時計の修繕などに従事しており、イエズス会士と要人とのつながりが絶たれたわけではない。
イエズス会士が排除されたあとの欽天監監正には、楊光先が任命されることになる。楊光先は、自分の行動は出世の為ではないし、また暦の「理」は理解しているが「算」はわからないとして何度も辞退したが、結局は受託した。そして 満州人の監正が新た設けられ、馬祜が任命された。副監に任命されたイスラム系天文学者の吳明炫は、この中でただ一人の暦算の専門家であり、暦の計算は彼の統率に委ねられ、回回科が復活した。
楊光先は平気法の正当性を確かめるため、古い秘術的な候気という手法にうったえたが、失敗に終わった。以前からの天文生は、西洋暦法になじんだものが多く、新体制に心服しなかった。そこで新たに天文生たちが増員され、吳明炫の指導をうけた。また、1668年に吳明炫が大統暦が回回暦に符合しないと奏上したように、漢人とイスラム系天文学者の間の摩擦は残ったままだった。
康煕6年（1667年）には康煕帝の親政がはじまっていたが、実質上の権力の所在はオボイらが掌握したままであった。そのような中、康煕7年（1668年）には、天象の解釈や報告が適切に行われず、また年に二回目の閏月の挿入が奏上されるなど、欽天監の機能不全を示す事態がおきていた。なお、ここで生じた問題はいずれも天体の位置の計算とはあまり関係がなく、旧法の誤差の大きさとは別の問題である。
そこで、康煕帝は、注意深く徐々にこの問題に関与していった。まず、馬祜に天象の報告の不手際の責任を問うた。ついで頃合いを見て、楊光先と吳明炫に、フェルディナント・フェルビーストも含めて、共同して事にあたるように命じた。
しかし、吳明炫とフェルビーストの意見は合わなかった。そんな中、フェルビーストは新たにグノモンを設置、その観測データを活用して、精度のよい太陽の位置の予測を出していた。このとき、吳明炫は予測の提出を拒否している。楊光先は、暦は伝統に基づくべきであり、第一の目的は吉日の決定で、宣教師らはそれに関する知識に欠けていると抗弁した。康熙帝は、問題の協議を儀政王などの最高ランクの高官に託した。彼らは協議を重ねたが、暦算の知識に欠けており、議論は定まらなかった。欽天監に問題のあることは明らかであったが、しかし、フェルビーストの閏月の計算も、提出後に一度変更されている。
フェルビーストは、回回暦の推算する雨水と立春の太陽の時刻や、その他の天体の特定の位置に大きな誤差があると指摘していた。そこで、これらの天体の位置を観測し、吳明炫とフェルビーストの優劣を決めることになった。この観測は1669年に高官らの臨検のもと実施され、すべての項目で西洋暦法に軍配が上がった。後年、フェルビーストは、観測につきものの誤差を考えた時、この結果は幸運であったと回想している。
この結論を受けた議論の後、新暦は復活し、楊光先と吳明炫は欽天監を去った。かわってフェルディナント・フェルビーストが欽天監監副に任じられた。このあと、同年中に康熙帝はオボイらを粛清する。その後、楊光先はオボイとの結託によって、吳明炫は経費の不正使用によって、各々別の機会に断罪されている。ただし、楊光先がオボイらと特別な連携をしていた証拠はない。
このように、事態は新暦法推進派の勝利で収束した。しかし、楊光先の指摘した定気法の問題は、梅文鼎のような西洋天文学推進派も取り上げており、民間ではその後も論争は続く。またキリスト教の問題は、康煕帝の治世の後半、典礼論争をうけてクローズアップされることになる。
康煕十二年（1673年）、フェルビーストらは『西洋新法暦書』を改訂し、暦の外面上の形式が中国流であることを理由に、『新法暦書』と書名を変えた。時憲暦の表紙には「依西洋新法」ではなく、「欽天監奏准印造時時憲暦」と印字されることになった。フェルビーストは新たに設けられた職「治理暦法」、「充漢監正」を授けられるが、監正に任命されることはなかった。